# Pauline Kael
Pour les articles homonymes, voir Kael.
Pauline Kael (prononcé [keɪl]), née le 19 juin 1919 à Petaluma (Californie) et morte 3 septembre 2001 à Great Barrington (Massachusetts), est une critique de cinéma américaine. Elle a travaillé notamment pour le magazine The New Yorker.

## Biographie
Pauline Kael décrivit en 1968 le cinéma hollywoodien par une expression devenue célèbre (notamment avec son livre du même titre) : « Kiss Kiss Bang Bang (en) ».
Selon la légende, elle fut renvoyée du magazine McCall's à la suite d'une critique cinglante du film La Mélodie du bonheur (1965), énorme succès public qu'elle décrivit comme « un mensonge enrobé de sucre que le public semble disposé à avaler » (« sugarcoated lie that people seem to want to eat »). Le directeur de la publication  du magazine, Robert Stein, démentit cette affirmation en indiquant qu'elle avait été en fait remerciée quelques mois plus tard, Kael ayant entrepris de descendre systématiquement tous les films commerciaux tels que Lawrence d'Arabie, Le Docteur Jivago, Le Prêteur sur gages et A Hard Day's Night.
Pauline Kael détestait également tous les films du réalisateur Stanley Kubrick et plus particulièrement Orange mécanique et 2001, l'Odyssée de l'espace. Elle était également connue pour détester viscéralement l'actrice Meryl Streep ainsi que l'acteur Clint Eastwood, écrivant au sujet de ce dernier que ses films étaient « répugnants », « ignobles » et que l'acteur lui-même n'était à ses yeux qu'un « macho facho » et un « grand espadon froid et inexpressif ».
A contrario, elle défendit les réalisateurs Robert Altman, Francis Ford Coppola (notamment sa série des Parrain, alors mise à mal par une partie de la critique américaine), Martin Scorsese, ou Brian de Palma (notamment avec son film Carrie).
Elle a déclaré que ses films préférés étaient Million Dollars Legs (1932) d'Edward F. Cline, une comédie avec l'acteur W. C. Fields, et le film expérimental français Ménilmontant (1926) de Dimitri Kirsanoff,.
Atteinte du syndrome de Parkinson, Pauline Kael se retire de la vie littéraire en 1991 et meurt en 2001.

## Hommages
Le réalisateur américain Quentin Tarantino considère que, alors qu'il était adolescent, Pauline Kael a été sa « professeure dans l'école de cinéma de son esprit » et qu'elle a été pour lui « aussi influente que n'importe quel réalisateur ».
En novembre 2022, le documentaire Qui a peur de Pauline Kael ?, sort au cinéma. Réalisé par Rob Garver, il contient des témoignages inédits, notamment de Tarantino, Paul Schrader, John Boorman, David O. Russell ou encore de la fille de Pauline Kael.

## Publications

### Ouvrages originaux en anglais
- (en) Lost It at the Movies, Jonathan Cape, 1965
- (en) Kiss Kiss Bang Bang, Little, Brown and Company, 1968
- (en) Going Steady : Film Writings 1968–1969, Little, Brown and Company, 1969
- (en) The Citizen Kane Book, 1971

### Ouvrages traduits en français
- Pauline Kael (trad. Aurélia Lenoir et Philippe Aronson), Chroniques américaines, Paris, Sonatine Éditions, 2010, 569 p. (ISBN 978-2-35584-019-7)
- Pauline Kael (trad. Aurélia Lenoir et Philippe Aronson), Chroniques européennes, Paris, Sonatine Éditions, 2010, 376 p. (ISBN 978-2-35584-047-0)
- Pauline Kael, Aurélia Lenoir (Trad.) et Philippe Aronson (trad.), Écrits sur le cinéma, Paris, Sonatine, 2024, 1004 p. (ISBN 978-2-38399-140-3))